# Akysis hardmani
Akysis hardmani és una espècie de peix de la família dels akísids i de l'ordre dels siluriformes.

## Morfologia
- Els mascles poden assolir els 4,2 cm de llargària total.
- Nombre de vèrtebres: 34-35.[5]

## Distribució geogràfica
Es troba a l'Àsia: riu Chao Phraya, a Tailàndia.